# Hypena celebensis
Hypena celebensis là một loài bướm đêm trong họ Erebidae.